# Seysses-Savès
Pour les articles homonymes, voir Seysses et Savès.
Seysses-Savès (Seishas de Savés en gascon) est une commune française située dans le sud-est du département du Gers en région Occitanie. Sur le plan historique et culturel, la commune est dans le Savès, une petite province gasconne correspondant au cours moyen de la Save.
Exposée à un climat océanique altéré, elle est drainée par la Boulouze et par divers autres petits cours d'eau.
Seysses-Savès est une commune rurale qui compte 245 habitants en 2022, après avoir connu un pic de population de 599 habitants en 1856.  Elle fait partie de l'aire d'attraction de Toulouse. Ses habitants sont appelés les Seyssois ou  Seyssoises.
Le patrimoine architectural de la commune comprend un immeuble protégé au titre des monuments historiques : l'église de l'Exaltation-de-la-Sainte-Croix, inscrite en 1984.

## Géographie

### Localisation
Seysses-Savès est une commune de l'aire d'attraction de Toulouse située dans le Savès et dans la vallée de la Boulouze. C'est une commune limitrophe avec le département de la Haute-Garonne.

### Communes limitrophes
Seysses-Savès est limitrophe de huit autres communes dont trois dans la Haute-Garonne.
| Endoufielle | Auradé (par un quadripoint) | Empeaux (Haute-Garonne)      |
| Pompiac     | Seysses-Savès               | Saint-Thomas (Haute-Garonne) |
| Nizas       | Savignac-Mona               | Bragayrac (Haute-Garonne)    |

### Géologie et relief
La superficie de la commune est de 1 326 hectares ; son altitude varie de 165  à   268 mètres.
Seysses-Savès se situe en zone de sismicité 1 (sismicité très faible).

### Hydrographie

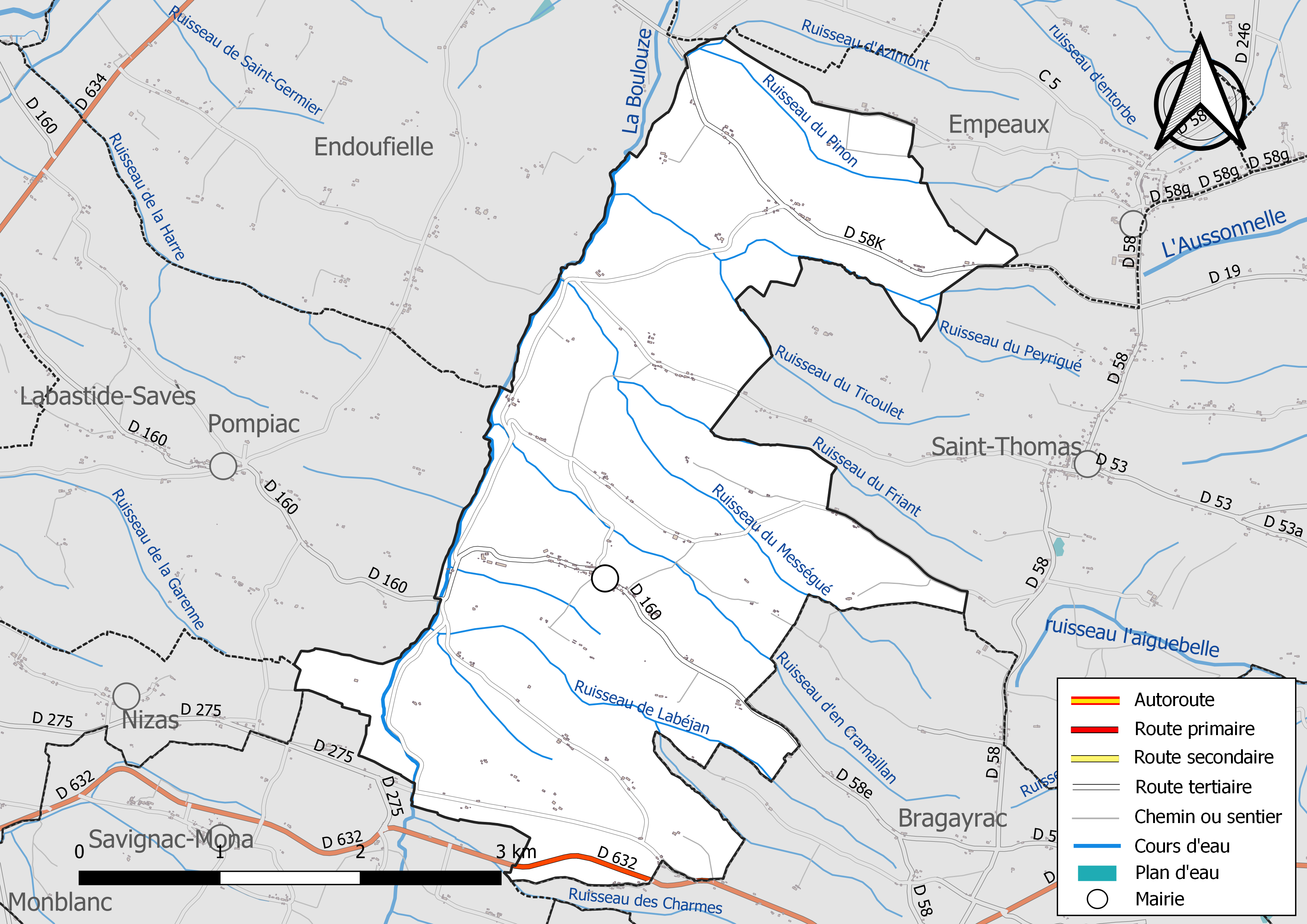
Réseaux hydrographique et routier de Seysses-Savès.

La commune est dans le bassin de la Garonne, au sein du bassin hydrographique Adour-Garonne. Elle est drainée par la Boulouze, le ruisseau d'Azimont, le ruisseau de Labéjan, le ruisseau d'en Cramaillan, le ruisseau du Friant, le ruisseau du Mességué, le ruisseau du Peyrigué, le ruisseau du Pinon, le ruisseau du Ticoulet, et par divers petits cours d'eau, qui constituent un réseau hydrographique de 22 km de longueur totale,.
La Boulouze, d'une longueur totale de 19,7 km, prend sa source dans la commune de Lahage et s'écoule vers le nord. Elle traverse la commune et se jette dans La Save à Marestaing, après avoir traversé 10 communes.

### Climat
Pour des articles plus généraux, voir Climat de l'Occitanie et Climat du Gers.
En 2010, le climat de la commune est de type climat du Bassin du Sud-Ouest, selon une étude s'appuyant sur une série de données couvrant la période 1971-2000. En 2020, Météo-France publie une typologie des climats de la France métropolitaine dans laquelle la commune est exposée à un climat océanique altéré et est dans la région climatique Aquitaine, Gascogne, caractérisée par une pluviométrie abondante au printemps, modérée en automne, un faible ensoleillement au printemps, un été chaud (19,5 °C), des vents faibles, des brouillards fréquents en automne et en hiver et des orages fréquents en été (15 à 20 jours).
Pour la période 1971-2000, la température annuelle moyenne est de 13,1 °C, avec une amplitude thermique annuelle de 15,9 °C. Le cumul annuel moyen de précipitations est de 744 mm, avec 9,3 jours de précipitations en janvier et 5,9 jours en juillet. Pour la période 1991-2020, la température moyenne annuelle observée sur la station météorologique la plus proche, située sur la commune de L'Isle-Jourdain à 12 km à vol d'oiseau, est de 13,8 °C et le cumul annuel moyen de précipitations est de 708,9 mm,. Pour l'avenir, les paramètres climatiques de la commune estimés pour 2050 selon différents scénarios d'émission de gaz à effet de serre sont consultables sur un site dédié publié par Météo-France en novembre 2022.

### Milieux naturels et biodiversité
Aucun espace naturel présentant un intérêt patrimonial n'est recensé sur la commune dans l'inventaire national du patrimoine naturel,,.

## Urbanisme

### Typologie
Au 1er janvier 2024, Seysses-Savès est catégorisée commune rurale à habitat très dispersé, selon la nouvelle grille communale de densité à sept niveaux définie par l'Insee en 2022.
Elle est située hors unité urbaine. Par ailleurs la commune fait partie de l'aire d'attraction de Toulouse, dont elle est une commune de la couronne,. Cette aire, qui regroupe 527 communes, est catégorisée dans les aires de 700 000 habitants ou plus (hors Paris),.

### Occupation des sols
L'occupation des sols de la commune, telle qu'elle ressort de la base de données européenne d’occupation biophysique des sols Corine Land Cover (CLC), est marquée par l'importance des territoires agricoles (100 % en 2018), une proportion identique à celle de 1990 (100 %). La répartition détaillée en 2018 est la suivante : 
terres arables (99,4 %), zones agricoles hétérogènes (0,6 %). L'évolution de l’occupation des sols de la commune et de ses infrastructures peut être observée sur les différentes représentations cartographiques du territoire : la carte de Cassini (XVIIIe siècle), la carte d'état-major (1820-1866) et les cartes ou photos aériennes de l'IGN pour la période actuelle (1950 à aujourd'hui).

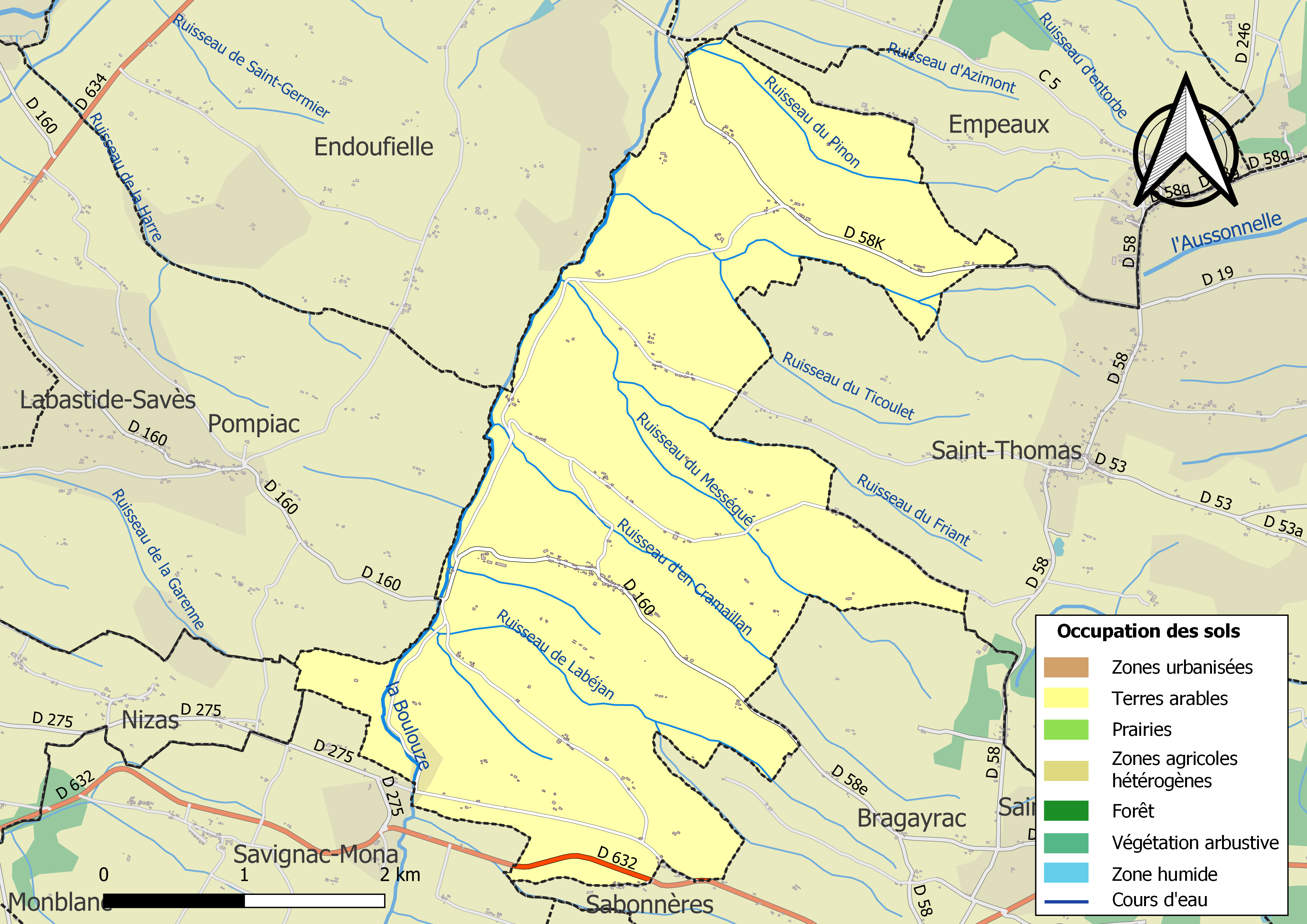
Carte des infrastructures et de l'occupation des sols de la commune en 2018 (CLC).

### Voies de communication et transports
La commune est traversée par la route départementale D 160.

### Risques majeurs
Le territoire de la commune de Seysses-Savès est vulnérable à différents aléas naturels : météorologiques (tempête, orage, neige, grand froid, canicule ou sécheresse) et séisme (sismicité très faible). Un site publié par le BRGM permet d'évaluer simplement et rapidement les risques d'un bien localisé soit par son adresse soit par le numéro de sa parcelle.

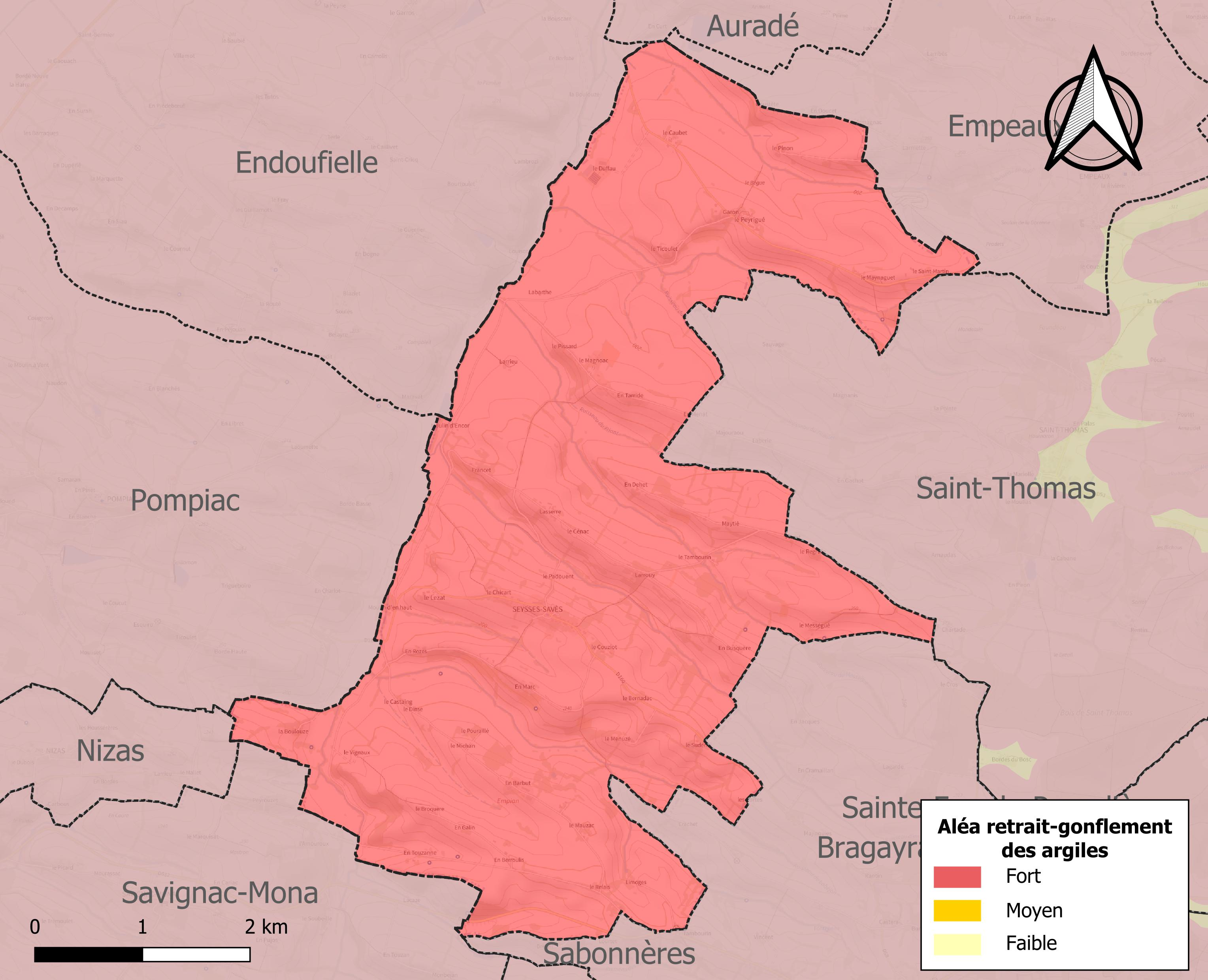
Carte des zones d'aléa retrait-gonflement des sols argileux de Seysses-Savès.

Le retrait-gonflement des sols argileux est susceptible d'engendrer des dommages importants aux bâtiments en cas d’alternance de périodes de sécheresse et de pluie. La totalité de la commune est en aléa moyen ou fort (94,5 % au niveau départemental et 48,5 % au niveau national). Sur les 110 bâtiments dénombrés sur la commune en 2019, 110 sont en aléa moyen ou fort, soit 100 %, à comparer aux 93 % au niveau départemental et 54 % au niveau national. Une cartographie de l'exposition du territoire national au retrait gonflement des sols argileux est disponible sur le site du BRGM,.
Par ailleurs, afin de mieux appréhender le risque d’affaissement de terrain, l'inventaire national des cavités souterraines permet de localiser celles situées sur la commune.
La commune a été reconnue en état de catastrophe naturelle au titre des dommages causés par les inondations et coulées de boue survenues en 1999 et 2009. Concernant les mouvements de terrains, la commune a été reconnue en état de catastrophe naturelle au titre des dommages causés par la sécheresse en 1989, 1998, 2002, 2003 et 2012 et par des mouvements de terrain en 1999.

## Histoire
Seysses-Savès faisait partie au Moyen Âge d'un petit pays qui s'étendait entre Samatan et L'Isle-Jourdain, appelé le Cogotois. Cette terre avait été érigée en 1342 en vicomté au bénéfice des premiers seigneurs des lieux, les barons de Marestang par le roi Philippe VI. Plus tard à la révolution, le dernier vicomte du Cogotois ayant émigré en Espagne, ses possessions furent confisquées, et morcelées en soixante lots vendus comme biens Nationaux. Le lot de Seysses-Savès comprenait : un château, quatre métairies et de nombreux et divers lots de terres.[style à revoir]
En 1839, la commune du Peyrigué lui est rattachée.

## Politique et administration

### Administration municipale
Le nombre d'habitants au recensement de 2011 étant compris entre 100 et 499, le nombre de membres du conseil municipal pour l'élection de 2014 est de onze,.

### Rattachements administratifs et électoraux
Commune faisant partie de l'arrondissement d'Auch de la communauté de communes du Savès (Gers) et du canton de Val de Save (avant le redécoupage départemental de 2014, Seysses-Savès faisait partie de l'ex-canton de Samatan).

### Liste des maires

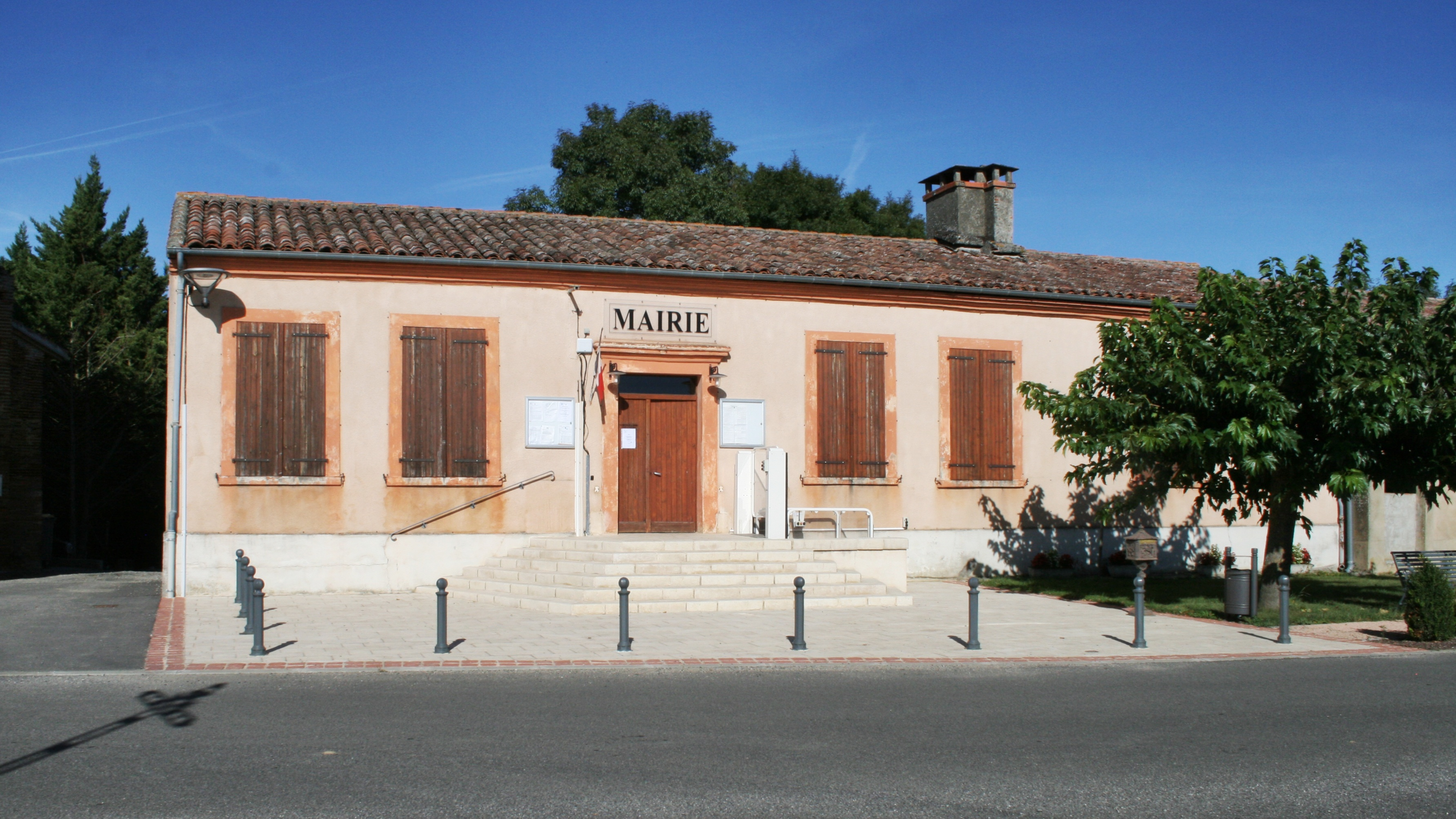
La mairie.

| Période                                  | Période  | Identité          | Étiquette | Qualité   |
| ---------------------------------------- | -------- | ----------------- | --------- | --------- |
| mars 2001                                | 2008     | François Cavaille |           |           |
| mars 2008                                | 2020     | Thérèse Taulet    | DVG       | Retraitée |
| 2020                                     | En cours | Michel Tenne      |           |           |
| Les données manquantes sont à compléter. |          |                   |           |           |

## Population et société

### Démographie
L'évolution du nombre d'habitants est connue à travers les recensements de la population effectués dans la commune depuis 1793. Pour les communes de moins de 10 000 habitants, une enquête de recensement portant sur toute la population est réalisée tous les cinq ans, les populations de référence des années intermédiaires étant quant à elles estimées par interpolation ou extrapolation. Pour la commune, le premier recensement exhaustif entrant dans le cadre du nouveau dispositif a été réalisé en 2007.

En 2022, la commune comptait 245 habitants, en évolution de +1,24 % par rapport à 2016 (Gers : +1,04 %, France hors Mayotte : +2,11 %).
| 1793 | 1800 | 1806 | 1821 | 1831 | 1841 | 1846 | 1851 | 1856 |
| ---- | ---- | ---- | ---- | ---- | ---- | ---- | ---- | ---- |
| 500  | 547  | 584  | 497  | 515  | 587  | 578  | 574  | 599  |

| 1861 | 1866 | 1872 | 1876 | 1881 | 1886 | 1891 | 1896 | 1901 |
| ---- | ---- | ---- | ---- | ---- | ---- | ---- | ---- | ---- |
| 578  | 517  | 504  | 515  | 491  | 463  | 472  | 432  | 411  |

| 1906 | 1911 | 1921 | 1926 | 1931 | 1936 | 1946 | 1954 | 1962 |
| ---- | ---- | ---- | ---- | ---- | ---- | ---- | ---- | ---- |
| 406  | 417  | 346  | 354  | 334  | 342  | 307  | 301  | 271  |

| 1968 | 1975 | 1982 | 1990 | 1999 | 2006 | 2007 | 2012 | 2017 |
| ---- | ---- | ---- | ---- | ---- | ---- | ---- | ---- | ---- |
| 222  | 199  | 202  | 217  | 241  | 257  | 259  | 251  | 239  |

| 2022 | - | - | - | - | - | - | - | - |
| ---- | - | - | - | - | - | - | - | - |
| 245  | - | - | - | - | - | - | - | - |

| selon la population municipale des années : | 1968 | 1975 | 1982 | 1990 | 1999 | 2006 | 2009 | 2013 |
| Rang de la commune dans le département      | 188  | 235  | 122  | 156  | 146  | 139  | 138  | 159  |
| Nombre de communes du département           | 466  | 462  | 462  | 462  | 463  | 463  | 463  | 463  |

### Enseignement
Seysses-Savès est dotée d'une école primaire et fait partie de l'académie de Toulouse.

### Culture et festivités
Club de pastellistes, comité des fêtes, théâtre, festival <<Rock'n Boulouze>>, salle des fêtes,

### Activités sportives
Chasse, pétanque, randonnée pédestre,

### Écologie et recyclage
La collecte et le traitement des déchets des ménages et des déchets assimilés ainsi que la protection et la mise en valeur de l'environnement se font dans le cadre du syndicat intercommunal de collecte et de traitement des ordures ménagères (SICTOM).

## Économie

### Revenus
En 2018  (données Insee publiées en septembre 2021), la commune compte 98 ménages fiscaux, regroupant 248 personnes. La médiane du revenu disponible par unité de consommation est de 24 590 € (20 820 € dans le département).

### Emploi
|                | 2008  | 2013  | 2018  |
| -------------- | ----- | ----- | ----- |
| Commune        | 4,4 % | 3,7 % | 5,2 % |
| Département    | 6,1 % | 7,5 % | 8,2 % |
| France entière | 8,3 % | 10 %  | 10 %  |

En 2018, la population âgée de 15 à 64 ans s'élève à 154 personnes, parmi lesquelles on compte 75,8 % d'actifs (70,6 % ayant un emploi et 5,2 % de chômeurs) et 24,2 % d'inactifs,. Depuis 2008, le taux de chômage communal (au sens du recensement) des 15-64 ans est inférieur à celui de la France et du département.
La commune fait partie de la couronne de l'aire d'attraction de Toulouse, du fait qu'au moins 15 % des actifs travaillent dans le pôle,. Elle compte 32 emplois en 2018, contre 33 en 2013 et 27 en 2008. Le nombre d'actifs ayant un emploi résidant dans la commune est de 110, soit un indicateur de concentration d'emploi de 28,8 % et un taux d'activité parmi les 15 ans ou plus de 58,5 %.
Sur ces 110 actifs de 15 ans ou plus ayant un emploi, 22 travaillent dans la commune, soit 20 % des habitants. Pour se rendre au travail, 85,3 % des habitants utilisent un véhicule personnel ou de fonction à quatre roues, 1,8 % s'y rendent en deux-roues, à vélo ou à pied et 12,8 % n'ont pas besoin de transport (travail au domicile).

### Activités hors agriculture
23 établissements sont implantés  à Seysses-Savès au 31 décembre 2019.
Le secteur du commerce de gros et de détail, des transports, de l'hébergement et de la restauration est prépondérant sur la commune puisqu'il représente 34,8 % du nombre total d'établissements de la commune (8 sur les 23 entreprises implantées  à Seysses-Savès), contre 27,7 % au niveau départemental.

### Agriculture
La commune est dans l'Astarac, une petite région agricole englobant tout le Sud du département du Gers, un quart de sa superficie, et correspondant au pied de lʼéventail gascon. En 2020, l'orientation technico-économique de l'agriculture  sur la commune est la culture de céréales et/ou d'oléoprotéagineuses.
|               | 1988  | 2000  | 2010  | 2020  |
| ------------- | ----- | ----- | ----- | ----- |
| Exploitations | 26    | 19    | 15    | 12    |
| SAU (ha)      | 1 060 | 1 428 | 1 561 | 1 580 |

Le nombre d'exploitations agricoles en activité et ayant leur siège dans la commune est passé de 26 lors du recensement agricole de 1988  à 19 en 2000 puis à 15 en 2010 et enfin à 12 en 2020, soit une baisse de 54 % en 32 ans. Le même mouvement est observé à l'échelle du département qui a perdu pendant cette période 51 % de ses exploitations,. La surface agricole utilisée sur la commune a quant à elle augmenté, passant de 1 060 ha en 1988 à 1 580 ha en 2020. Parallèlement la surface agricole utilisée moyenne par exploitation a augmenté, passant de 41 à 132 ha.

## Culture locale et patrimoine

### Lieux et monuments
- L'église de l'Exaltation-de-la-Sainte-Croix, inscrite au titre des monuments historiques depuis 1984[37].
- La chapelle Saint-Jacques, au hameau du Peyrigué (vers Empeaux).
- Croix en fer forgé de 1929[38].

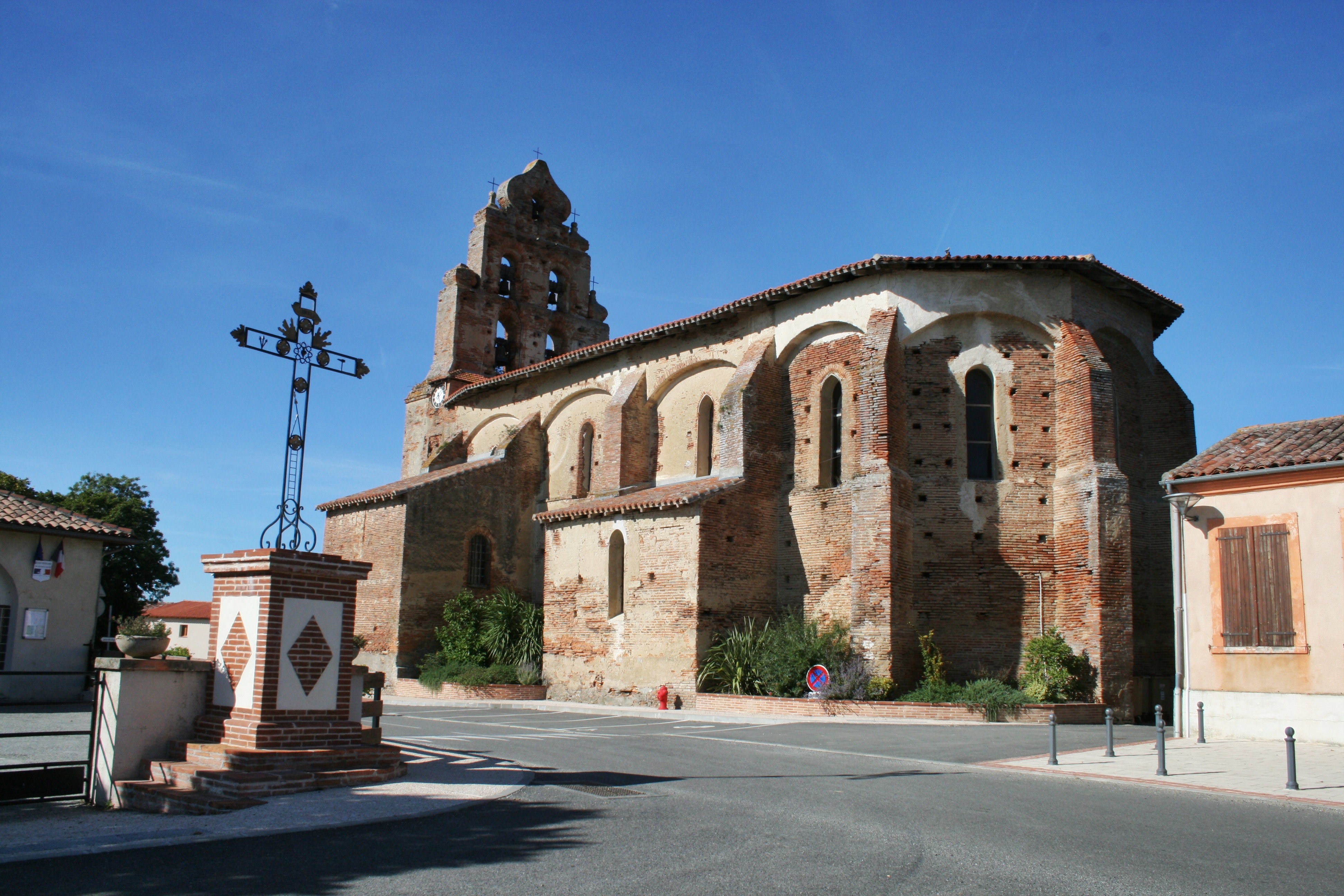
L'église de l'Exaltation-de-la-Sainte-Croix.
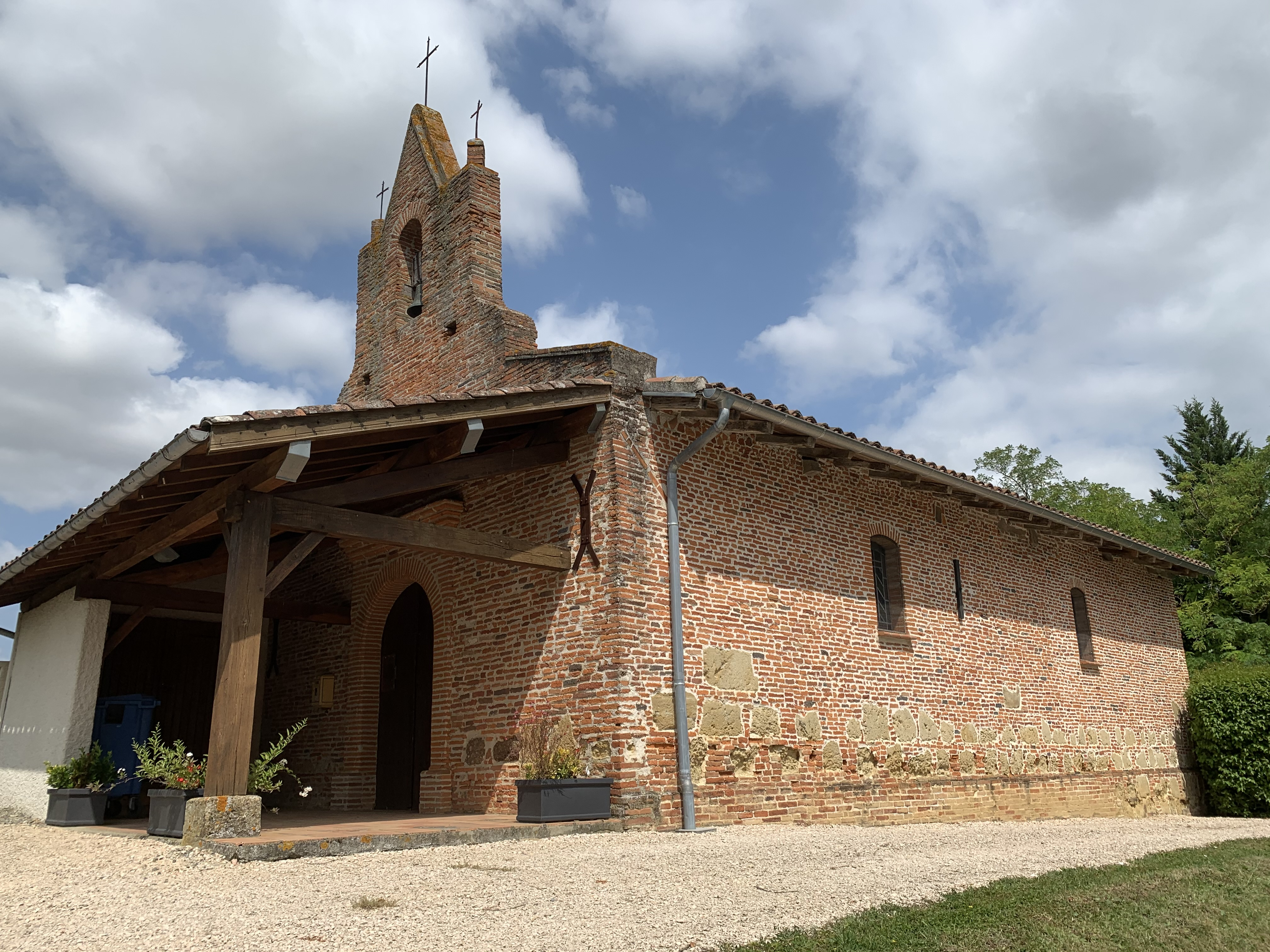
La chapelle Saint-Jacques du Peyrigué.

## Pour approfondir